# 2008年新疆反政府示威

## 事件經過
有傳言說3月18日，一位維吾爾族婦女在烏魯木齊的一輛公共汽車上引爆一枚炸彈，而該名婦女在爆炸前逃離了現場。還有其他三辆公车在不同的地点发生爆炸。并有傳道乌鲁木齐近几周的警方处于一级战备状态。中國官方當時否認了這件事情，稱「新疆一切如常」，并表示警方已經拘捕多名謠言制造者。 不過《國際先驅論壇報》報道說有烏魯木齊市內的居民證實了爆炸案的發生。
3月22日晚到3月24日，疆獨人士在新疆和田、喀什、乌鲁木齐、克孜勒苏柯尔克孜自治州等地舉行反政府示威。 中國政府事后指責這次示威是「疆獨分子」受西藏騷亂的鼓舞，而根據来自境外媒体和人权组织的消息则称，和田爆发抗议事件，主要是因为新疆38歲的商人和慈善家哈吉姆（Mutallip Hajim，音译）在被当局拘留两个月后突然死亡，懷疑受到刑求折磨致死而引发的。 據自由亞洲電臺報道，大約600名示威者從羅布泊汽車站出發進行示威，游行至大巴扎，沿途很多人加入行列，示威隊伍長達兩公里。 和田政府的一名发言人告诉英國廣播公司的記者说，事发当天，有数十名「肇事者」在和田的大巴扎（大集市）散发传单，「煽动」人们抗议。据称，这些人号召维吾尔族人学习藏人抗议的榜样。 在大巴扎，警方包圍了示威群眾，拘捕約400人。《紐約時報》報道示威者在警方來到之前還手持橫額，高呼“獨立”口號。
據英國《衛報》報道，4月3日，喀什警方為了避免影響6月在當地舉行的奧運聖火傳遞儀式，拘捕了70名維吾爾族人。
伊寧郊區的阿拉木图亚村居民宣稱，大約25名維族人因涉嫌制造炸彈在3月30日被逮捕。 當地警方十多天來將該村全面封鎖，伊寧郊區戒嚴十日，追捕其他在逃維族人。

## 各方反應
- 中华人民共和国：中國政府指責此次反政府示威是「極端組織」伊扎布特組織策劃的非法游行，“三股势力”分子在新疆打着煽动分裂国家旗帜，聚集闹事。[10] 并表示有关部门正对事件的「首要分子」、「骨干分子」进行审查。[3]
- 世界維吾爾大會：发言人迪里夏提表示，他们坚决反对中国政府把一切维吾尔人的和平示威活动都归类为所谓「三股势力」。[5]